# アージュ
âge（アージュ）は、株式会社アシッドのアダルトゲームブランド。オーバーフロー及びニトロプラスと共にちよれんを構成している。株式会社アシッドのブランドには、他にmirage（ミラージュ）とφâge（ファイアージュ）があり、ここではそれらも説明する。

## 沿革
アージュの前身は「relic」で、元はコンシューマゲーム系ソフトハウスで開発に携わっていたメンバーが独立してできたゲーム製作チームであった。当時は「螺旋回廊」などの下請けを手がけていた。当時のメンバーは、ヨシダという生き物（現âge代表・株式会社アシッド代表取締役である吉田博彦）、バカ王子ペルシャ（『君がいた季節』、『君が望む永遠』・原画）、南風麗魔（『螺旋回廊』シリーズ・原画）、スピンドリル（âgeのゲームシステム「rUGP (relic Unified Game Platform)」の生みの親、プログラマー）、CARNELIAN（オービット（ROOT）『顔のない月』・原画等）の5人。
当初『化石の歌』と『君がいた季節』の2作がデビュー作として進められており、CARNELIANが『化石の歌』の世界観構築・シナリオ構築を行っていたが、1998年後半にCARNELIAN個人の仕事量が多くなったことで「一人で独立して仕事をやっていける以上、その才能をチームの中に閉じ込めておく必要はない」との判断により、1998年末にCARNELIANが「relic」を離脱した。その為、『化石の歌』の完成時期が遅れることとなり、当初は2作目として予定されていた、『君がいた季節』が「âge（アージュ）」のデビュー作となった。なお、この離脱は円満であり、その後『アージュマニアックス 〜伊隅四姉妹最期の日〜』、他社ブランド『D 〜その景色の向こう側〜』などで原画を手がけるなどの協力関係が続いた。そして2010年現在も、ヨシダとCARNELIANはTwitter上で頻繁にやりとりを行うなど、良好な関係を続けている。
CARNELIANの離脱後、鬼畜人タムー、ミヤ大工トンプソン、反重力生命マーなどの加入により、開発は新たな段階を迎えることとなる。
「relic」というチーム名は創立当時の5人のものであり、メンバーの構成が変われば別の名称にしなければとの考えから、「âge（アージュ）」というブランド名に変更された。ブランド名の由来はローマ字で「a」、片仮名の「ア」で始まるのでブランド一覧で先頭の方で目立つだろうというところから。
また、関連会社に株式会社aNCHOR（旧イクストル）がある。

## 作品一覧

### âge
- 1999年7月23日 - 君がいた季節 〜Primary〜
  - 2001年8月3日 - 君がいた季節 フルボイス版
  - 2011年10月28日 - 君がいた季節（リニューアル版）
- 2000年1月28日 - 化石の歌
  - 2001年12月21日 - 化石の歌（新パッケージ版）
- 2000年6月23日 - アージュMANIAX 〜伊隅四姉妹最期の日〜
- 2001年8月3日 - 君が望む永遠
  - 2003年7月5日 - 君が望む永遠 〜DVD specification〜
  - 2004年6月25日 - 君が望む永遠 〜special FanDisk〜
  - 2008年3月28日 - 君が望む永遠 〜Latest Edition〜
- 2003年2月28日 - マブラヴ
  - 2004年4月30日 - マブラヴ（DVD版）
  - 2006年9月22日 - マブラヴ（全年齢版）
  - 2011年10月27日 - マブラヴ（Xbox 360版、移植担当）
  - 2012年6月29日 - マブラヴ Windows 7 対応版
  - 2016年1月29日 - マブラヴ（PS Vita版）
  - 2016年7月15日 - マブラヴ（Steam版）
- 2006年2月24日 - マブラヴ オルタネイティヴ
  - 2006年3月3日 - マブラヴ オルタネイティヴ（CD-ROM版）
  - 2006年9月22日 - マブラヴ オルタネイティヴ（全年齢版）
  - 2011年10月27日 - マブラヴ オルタネイティヴ（Xbox 360版、移植担当）
  - 2012年6月29日 - マブラヴ オルタネイティヴ Windows 7 対応版
  - 2012年6月29日 - マブラヴ&マブラヴ オルタネイティヴ Windows 7 対応版 Wパック
  - 2016年1月29日 - マブラヴ オルタネイティヴ（PS Vita版）
  - 2017年9月18日 - マブラヴ オルタネイティヴ（Steam版）
- マブラヴ・シリーズ作品（マブラヴEXTRA編/UNLIMITED編・マブラヴ オルタネイティヴから分岐している作品群）
  - 2004年12月17日 - マブラヴ サプリメント
  - 2007年8月31日 - マブラヴ ALTERED FABLE
  - 2010年7月30日 - マブラヴ オルタネイティヴ クロニクルズ 01
  - 2011年6月24日 - マブラヴ オルタネイティヴ クロニクルズ 02
  - 2012年3月30日 - マブラヴ オルタネイティヴ クロニクルズ 03　※全年齢対象
  - 2013年9月27日 - マブラヴ オルタネイティヴ クロニクルズ 04　※全年齢対象
  - 2014年9月26日 - マブラヴ オルタネイティヴ トータル・イクリプス
  - 2015年11月27日 - シュヴァルツェスマーケン 紅血の紋章
  - 2016年10月28日 - シュヴァルツェスマーケン 殉教者たち
  - 2017年7月28日 - シュヴァルツェスマーケン 紅血の紋章/殉教者たちWパック
  - 2022年7月21日 - マブラヴ オルタネイティヴ トータル・イクリプス（Steam版）
- 2020年3月27日 - âge アーカイブス ～20thBOX Edition～
  - Disc1 - 君がいた季節（初 Win10対応）
  - Disc2 - 君が望む永遠 ～Latest Edition～（初 Wins10対応）・君が望む永遠 ～special FanDisk～（初 Win10対応）・悲しみは風のように（初 Win10対応）
  - Disc3 - 螺旋回廊・螺旋回廊2・アノニマス（初 Win10対応）
  - Disc4 - ぴこぴこ〜恋する気持の眠る場所〜（初 Win10対応）・終わりなき夏 永遠なる音律（初 Win10対応）・シェイプシフター
  - Disc5 - マブラヴ
  - Disc6 - マブラヴ オルタネイティヴ
  - Disc7 - マブラヴ ALTERED FABLE（初 Win10対応）
  - Disc8-11 - マブラヴ オルタネイティヴ クロニクルズ 01-04（初 Win10対応）
  - Disc12 - マブラヴ オルタネイティヴ トータル・イクリプス（初 Win10対応）
  - Disc13 - シュヴァルツェスマーケン 紅血の紋章
  - Disc14 - シュヴァルツェスマーケン 殉教者たち
  - Disc15 - マブラヴ photonflowers*
  - おまけDisc1 - 君がいた季節（フルボイス版）
  - おまけDisc2 - 化石の歌
  - おまけDisc3-4 - アージュマニアックス 〜伊隅四姉妹最期の日〜（Disc1・Disc2）
  - おまけDisc5 - マブラヴ サプリメント
  - 20thBOX Silver Edition、20thBOX Gold Edition、20thBOX Platinum Edition 追加収録
    - アユマユ オルタネイティヴ（初 Win10対応）・ハルコマニアックス（初 Win10対応）・君が望む真愛
- 2023年11月14日 - マブラヴ オルタネイティヴ トータル・イクリプス 帝都燃ゆ[1]

#### ファンクラブ限定
- 2002年5月1日 - アカネマニアックス〜流れ星伝説剛田〜　(第1期入会)
- 2003年6月21日 - 大空寺危機一髪!　(第2期入会)
- 2005年7月19日 - 君のぞデュエリスト　(第3期入会)
- 2006年5月15日 - バンドル版バンバン
  - 君のぞデュエリスト・大空寺危機一髪！・アカネマニアックス〜流れ星伝説剛田〜
- 2008年6月30日 - アユマユ オルタネイティヴ　(第4期入会)
- 2010年9月27日 - ハルコマニアックス　(第5期入会)
- 2017年3月31日 - 君が望む真愛（マブラヴ）　(第6期入会)　(DL販売限定)　※ROMでの販売は行わない

### mirage
- 2003年12月19日 - そこに海があって
- 2006年12月29日 - アノニマス

### φâge
- 2008年8月29日 - ぴこぴこ 〜恋する気持の眠る場所〜
- 2009年7月24日 - 終わりなき夏 永遠なる音律
- 2010年1月29日 - シェイプシフター

### 他社ブランド発売作品
- 1999年12月17日 - D 〜その景色の向こう側〜（発売：Pure Platinum）
- 2000年1月14日 - 螺旋回廊（発売：rúf）
- 2001年12月14日 - 螺旋回廊2（発売：rúf）
- 2014年4月24日 マブラヴ photonflowers*（フォトンフラワーズ）（発売：5pb.、MAGES.）
  - 桜の花が咲くまえに（サプリメント より）
  - マブラヴヒロイン短編集（サプリメント より）
    - 鑑純夏『タケルちゃんといっしょ！』・珠瀬壬姫『たけるさんのしっぽ』・榊千鶴『白銀君ちょっとッ！！』・彩峰慧『白銀……食べてる？』・御剣冥夜（前編）『其の名はタケル』・御剣冥夜（後編）『我が名は冥夜』

  - 贖罪（ファンクラブ より）
  - 継承（ファンクラブ より）
  - チキン・ダイバーズ（クロニクルズ01 より）
  - レイン・ダイバーズ（クロニクルズ01 より）
  - 告白（君がいた季節 より）
- 2014年8月28日 マブラヴ photonmelodies♮（フォトンメロディーズ）（発売：5pb.、MAGES.）
  - 憧憬（クロニクルズ02 より）
  - 再誕（クロニクルズ03 より）
  - 輝く時空が消えぬ間に（オルタードフェイブル より）

### 製作協力
- 2005年4月28日 - School Days （製作：オーバーフロー）サウンド製作担当

### 製作中
発売ブランド未定・不明
- 発売日未定 - エルフェンブレイズ 〜精剣血風録〜
- 発売日未定 - マブラヴ Resonative
- 発売日未定 - 君が望む永遠 Reboot
- 発売日未定 - マブラヴ Integrate

### 製作中止
- 執行人（仮） - マブラヴ オルタネイティヴ製作の遅れにより開発中止
- さやかの心臓

## 主なスタッフ
当初は「ヨシダと言う生き物」などの表記が中心だったが、「君が望む永遠」以降正統派的な泣きゲー・燃えゲーを中心にリリースしており、また、ユーザーから「感動の中流れるスタッフロールにふざけた名前があると感動が半減する」との指摘もあり、「吉宗鋼紀」などの比較的硬派な名前も名乗るようになった。そのため、同一人物がいくつかのスタッフネームを使い分けている場合がある。
- 監督・総指揮
  - ヨシダと言う生き物＝まふまふ仔犬ちゃん＝吉宗鋼紀＝吉田博彦（本名）
- シナリオ
  - 鬼畜人タムー＝タシロハヤト
- 原画（グラフィック）
  - Bou
  - バカ王子ペルシャ＝杉原鎧＝杉原正教（本名）
  - テブラーマン
  - チャリボッコR
  - 凄鉄
- 背景
  - モンキーチョップ＝三石無双
- 3D
  - パルメザンラリッ隈
- プログラム・システム
  - スピンドリル＝號滋樹＝五反田成高（本名）
  - 雨極時雨
  - さんたまオークション
- 音響
  - 日露通称・ジョー役＝露木直人（本名）
- 広報
  - ちゃっかり義兵衛
- 商品管理
  - 櫻華佑希

### 退社した主なスタッフ
- CARNELIAN
- 反重力生命マー＝松永北斗
- プロパガンダ通・シン＝高田一廣
- ミヤ大工トンプソン
- ナルシー僕ゥ＝熊川貴族（フリーとなったが、アージュとの関係は現在も継続中）
- 斉藤K＝斉藤圭一（本名）（業務提携先のAG-ONEに出向→移籍後もアージュ広報の業務を続けていたが、体調を崩し療養中）
- 川元暮蔵＝川崎圭介（本名）（コミックマーケット78にて退社）
- たけ(´￢｀)ちゃっと＝新野たけし＝武田あらのぶ[2][3]
- 南風麗魔＝南部佳絵（本名）（創業時からのスタッフで取締役でもあったが、2011年初旬に退社）
- さより（2012年2月寿退社[4]）
- 宮田蒼（2012年6月10日付けで解雇[5]）

### 主な外注スタッフ
- 日向恭介（原画）
- よし☆ヲ（原画）
- wagi＝かわぎしけいたろう（原画）
- 維如星（脚本）